# 杜宾客
杜宾客（7世纪—8世纪），唐朝将领。唐玄宗开元年間，曾先後出兵討伐契丹、吐蕃、突厥。

## 生平
唐玄宗开元二年（714年）七月，并州长史、和戎大武等军州节度大使薛讷与时任检校左监门卫将军的杜宾客、定州刺史崔宣道等率兵六万（《新唐书·薛讷传》作二万）出檀州击契丹。杜宾客认为士卒盛夏背负兵甲，带着资粮，深入寇境，难以成功。宰相姚元崇也坚持不可。薛讷却认为盛夏草肥，牛羊繁衍，可以从敌军手中夺粮，正是一举灭敌振国威的时候，机不可失。行到滦水山峡中，契丹伏兵从山上前后夹击。唐军大败，死者十之八九。薛讷与数十骑突围得免，崔宣道统领后军，闻薛讷败，也逃了。薛讷归罪崔宣道及胡人将领李思敬等八人，玄宗敕令斩八人于幽州，削除薛讷官爵，唯独赦杜宾客无罪。
当月吐蕃十万众入寇临洮军，又游寇兰州、渭州，掠夺牛羊等，八月，玄宗起用薛讷摄左羽林将军、陇右防御使，持节充凉州镇军大总管，凉州都督杨执一为副大总管，率杜宾客、右骁卫将军郭知运、大仆少卿王晙、安思顺以御之，与持节充朔州镇大总管郭虔瓘、右领军卫大将军兼检校单于大都护镇守军使张知运等相呼应。十月，大破吐蕃于渭州西界武阶驿。
杜宾客曾为上柱国，后在云麾将军任上被起复为右威卫将军，勋如故。
三年（715年）十月，玄宗又以时任右羽林军大将军、凉州大总管薛讷为朔方道行军大总管，太仆卿吕延祚、时任右威卫将军兼灵州刺史、丰安军大使杜宾客为副，讨突厥。次年正月再下诏联合九姓部落讨突厥，以薛讷为中道大总管，时为右武卫将军丰安军大使的杜宾客和胜州都督东受降城使邵宏、丰州都督西受降城使吕休琳为副。
九年（721年）十月，再为灵州刺史，充丰安军使，封建平县开国男。
十六年（728年）八月，吐蕃入寇，河西节度使萧嵩遣时任右金吾将军的副将杜宾客率强弩四千抵御之，战于祁连城下，从辰时战到黄昏，吐蕃大溃，大将一人被俘，副将一人临阵被斩，余众分散走投山中，哭声四合震动山谷，斩首五千级。